# Sødere end honning
|  | Denne artikel er oprettet af botten PalnaBot ud fra en ekstern database. Den kan derfor have sproglige fejl eller mangler. Denne skabelon kan fjernes efter kontrol af indholdet. |

Sødere end honning er en film instrueret af Tine Gybel.

## Handling
Fotografen René må på drastisk vis indse, at der ikke er langt mellem had og kærlighed, og at begge dele kan få et menneske til at slå ihjel, når drømme og virkelighed tørner sammen.